# Mount Stromlo

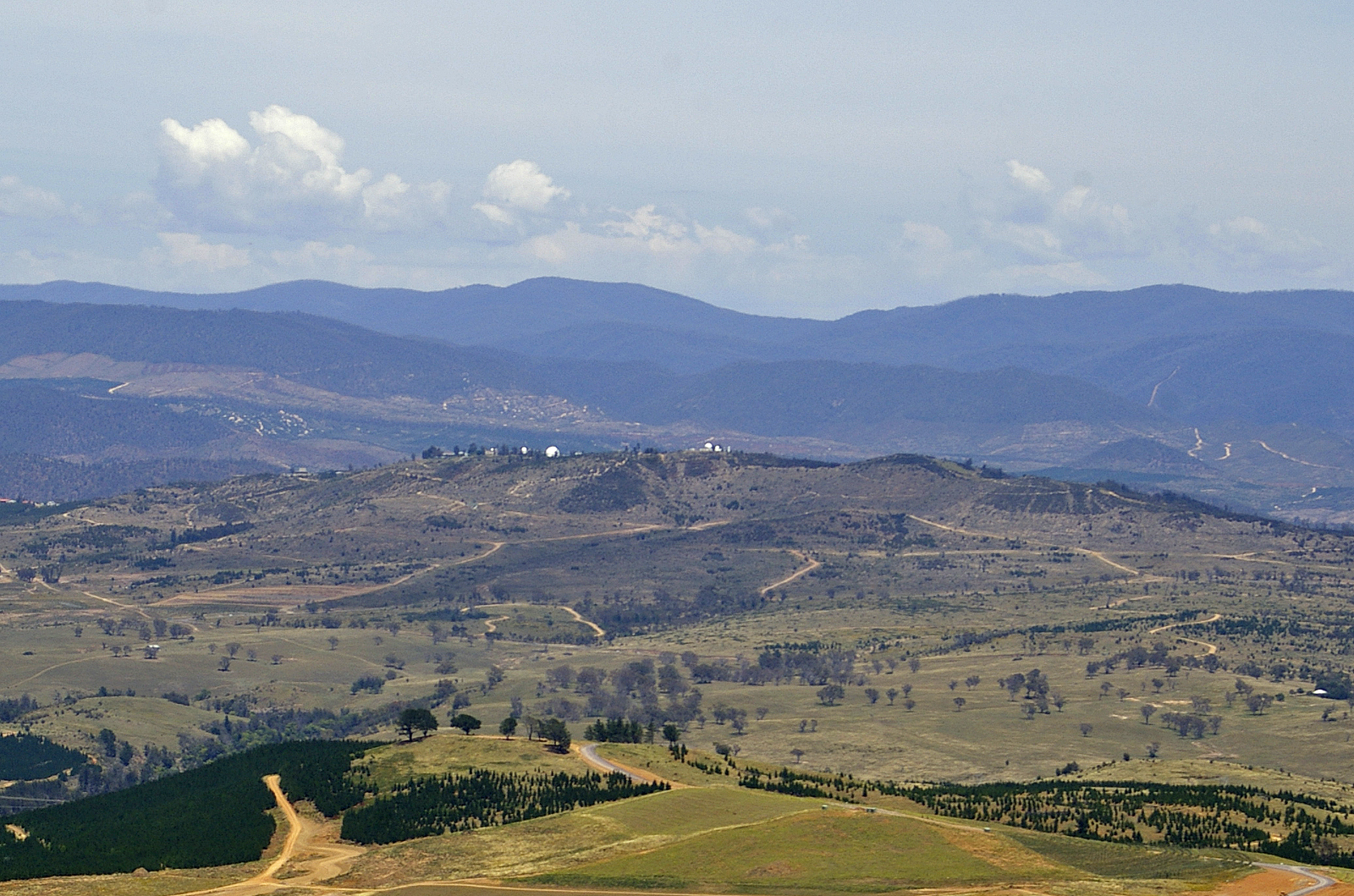
A Mount Stromlo látképe a Telstra Tower-ből

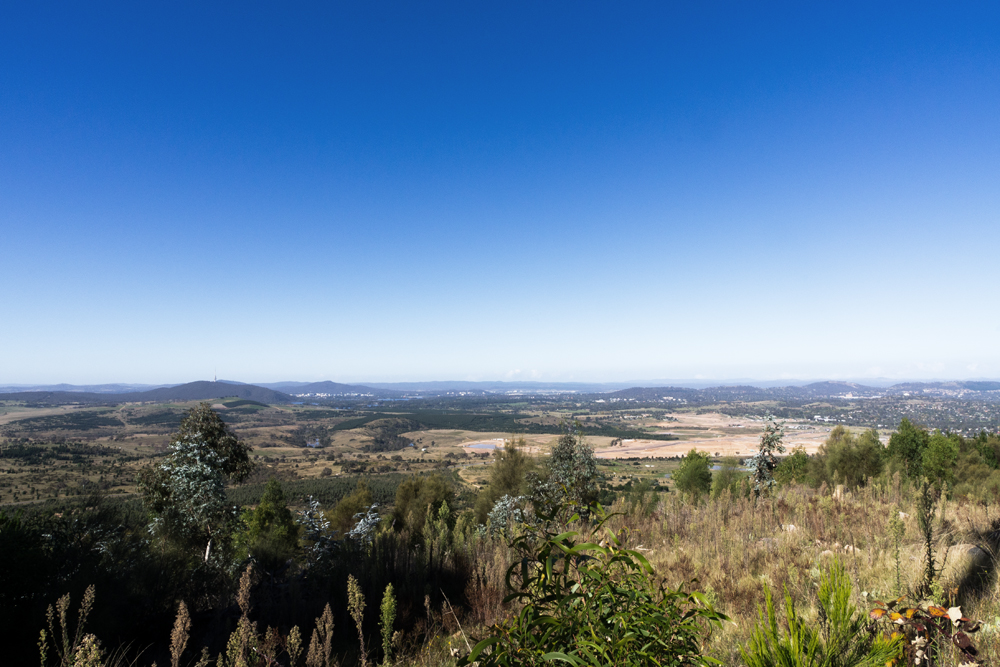
Canberra látképe a Mount Stromlo hegyről

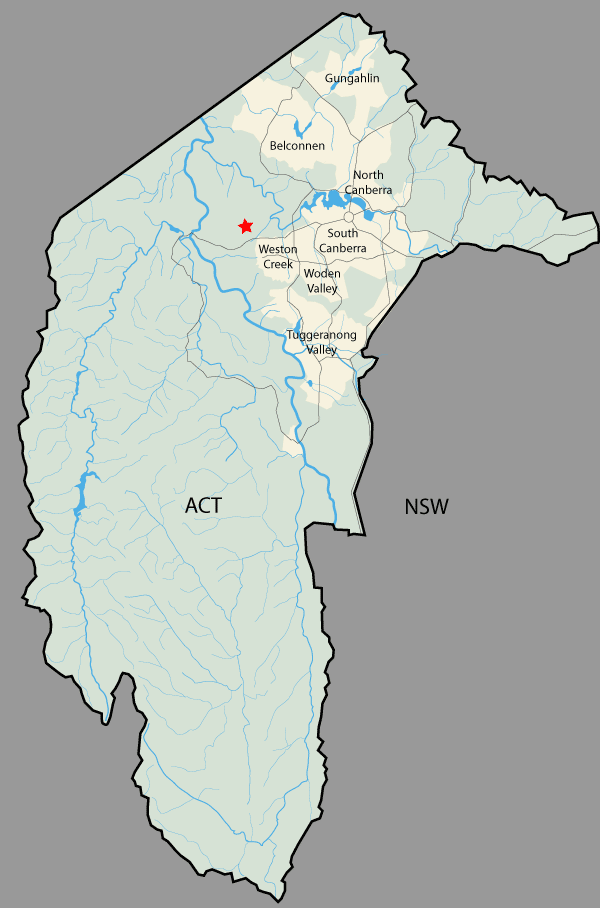
Mount Stromlo elhelyezkedése a térképen

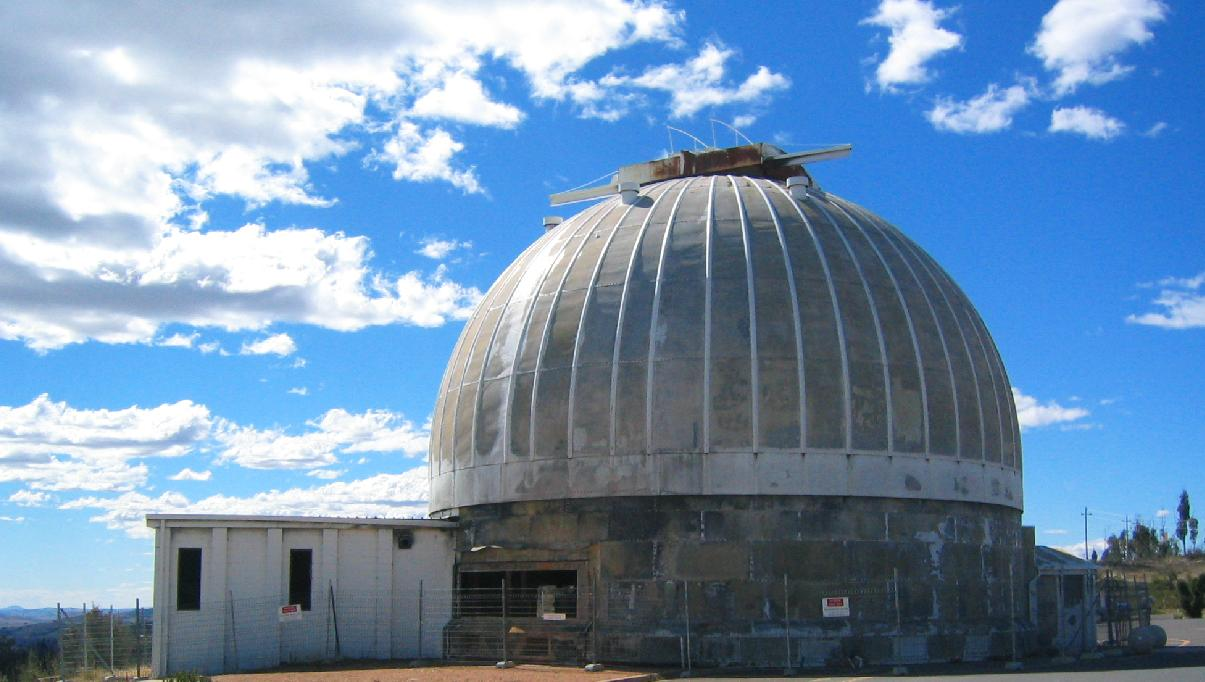
Mount Stromlo Observatory

A Mount Stromlo hegy Weston Creek kerületben, az ausztrál fővárostól Canberrától nyugatra fekszik. Csúcsa megközelítőleg 770 méter magasra nyúlik a tenger szintje fölé. Leghíresebb pontja a Mount Stromlo Obszervatórium, melyet az Ausztrál Nemzeti Egyetem működtet.  A terület Canberra elsődleges vízgyűjtőterülete, amely a főváros vízellátását is biztosítja, valamint a Cotter-folyó vízgyűjtőterülete is egyben. 
Neve a korábban hivatalosan használt Mount Strom névből ered.

## Története
Az első itt felállított távcső az Oddie teleszkóp volt, amelyet 1911. szeptember 11-én helyeztek itt el. A távcső védelmére épített épület volt az első építmény Canberrában.  1913-ban az épületet hozzákapcsolták a Queanbeyan telefonközponthoz.
A Mount Stromlón igen nagy pusztítást vitt végbe a 2003-as bozóttűz. A fenyvesek táplálta erdőtűz jelentős károkat okozott csillagvizsgáló épületében és a vízügy tulajdonában lévő ingatlanokban. 
A hegyet délről a Cotter road segítségével, északkelet felől az Uriarra Road segítségével lehet megközelíteni.

## Hegyi kerékpározás
A Mount Stromlo hegyen található Ausztrália egyik legjobban kiépített hegyikerékpáros létesítménye.  A pusztító 2003-as erdőtüzekig itt voltak a legjobb és egyben legrégebbi hegyikerékpáros biciklipályák az országban. 2006 májusában ezt a problémát orvosolandóan egy újjáépítés kezdődött Glenn Jacobs vezetésével, az Ausztráliai fővárosi terület kormányának támogatásával és a Canberra Off-road Cyclists biciklis klub összefogásával. 
A Mount Stromlo hegy pályái adtak otthont a 2009-es UCI Mountain Bike & Trials World Championships  (Nemzetközi Kerékpáros Egyesület Hegyikerékpár és Triál Világbajnokság)-nak. A világbajnokság 2009 szeptemberében rajtolt és több, mint 40 ország versenyzői vettek részt rajta. 
A Mount Stromlo hegyen rendezik meg évente a Scott Ausztráliai 24 órás Hegyikerékpár Világbajnokságot októberben és decemberben az Ausztrál Hegyikerékpár Fesztivált.

## Földrajza
A hegységben találhatóak ignimritek, amelyek a Laidlaw vulkán működése során kerültek ide. A Deakin vulkán szilur időszakból származó kőzetei alkotják a felsőbb rétegeket, amelyek zöldesszürke riodácit kőzeteket tartalmaznak. 
A Stoney-patak és mellékfolyói gyűjtik össze a hegy északi részéről a csapadékvizet, a keleti részről a Molonglo folyóba ömlenek a felszíni vizek, míg a déli rész vízgyűjtőcsatornája a Blugar-folyó a Murrumbidgee folyóba ömlik. 

## Fordítás
Ez a szócikk részben vagy egészben  a   Mount Stromlo című angol Wikipédia-szócikk ezen változatának fordításán alapul.  Az eredeti cikk szerkesztőit annak laptörténete sorolja fel. Ez a jelzés csupán a megfogalmazás eredetét és a szerzői jogokat jelzi, nem szolgál a cikkben szereplő információk forrásmegjelöléseként.